# Агустіна Лепоре
Агустіна Лепоре (ісп. Agustina Lepore; нар. 8 вересня 1988) — колишня аргентинська тенісистка.
Найвищу одиночну позицію світового рейтингу — 227 місце досягла 13 липня 2009, парну — 239 місце — 7 липня 2008 року.
Здобула 6 одиночних та 10 парних титулів.
Завершила кар'єру 2012 року.

## Фінали ITF

### Одиночний розряд: 11 (6–5)
| Легенда          |
| ---------------- |
| Турніри $100,000 |
| Турніри $75,000  |
| Турніри $50,000  |
| Турніри $25,000  |
| Турніри $10,000  |

| Фінали за покриттям |
| ------------------- |
| Тверде (2–2)        |
| Ґрунт (4–3)         |
| Трава (0–0)         |
| Килим (0–0)         |

| Результат | Ранг | Дата              | Турнір                                | Покриття | Суперниця              | Рахунок            |
| --------- | ---- | ----------------- | ------------------------------------- | -------- | ---------------------- | ------------------ |
| Поразка   | 1.   | 9 березня 2006    | Лос-Мочіс, Мексика                    | Ґрунт    | Маріана Дуке-Маріньо   | 2–6, 1–6           |
| Поразка   | 2.   | 4 червня 2006     | Леон (Мексика), Мексика               | Тверде   | Бетіна Хосамі          | 3–6, 1–6           |
| Перемога  | 1.   | 5 травня 2007     | Буенос-Айрес, Аргентина               | Ґрунт    | Майлен Ору             | 7–5, 2–0 ret.      |
| Перемога  | 2.   | 12 травня 2007    | Кордова (місто, Аргентина), Аргентина | Ґрунт    | Флоренсія Молінеро     | 1–6, 6–0, 6–4      |
| Перемога  | 3.   | 3 вересня 2007    | Баруері, Бразилія                     | Тверде   | Вероніка Сп'єхель      | 6–1, 3–6, 7–6(7–4) |
| Поразка   | 3.   | 5 листопада 2007  | Кордова, Аргентина                    | Ґрунт    | Соледад Есперон        | 1–6, 4–6           |
| Перемога  | 4.   | 24 листопада 2007 | Буенос-Айрес, Аргентина               | Ґрунт    | Марія Ірігоєн          | 6–3, 4–6, 6–2      |
| Перемога  | 5.   | 28 квітня 2008    | Коацакоалькос, Мексика                | Тверде   | Соледад Есперон        | 6–4, 6–4           |
| Поразка   | 4.   | 27 липня 2008     | Ле-Контамін-Монжуа, Франція           | Тверде   | Анастасія Севастова    | 4–6, 6–3, 3–6      |
| Перемога  | 6.   | 22 червня 2009    | Гечо, Іспанія                         | Ґрунт    | Сільвія Солер Еспіноза | 6–7(3–7), 6–4, 6–0 |
| Поразка   | 5.   | 12 червня 2010    | Кордова, Аргентина                    | Ґрунт    | Майлен Ору             | 3–5 ret.           |

### Парний розряд: 20 (10–10)
| Легенда          |
| ---------------- |
| Турніри $100,000 |
| Турніри $75,000  |
| Турніри $50,000  |
| Турніри $25,000  |
| Турніри $10,000  |

| Фінали за покриттям |
| ------------------- |
| Тверде (4–3)        |
| Ґрунт (6–7)         |
| Трава (0–0)         |
| Килим (0–0)         |

| Результат | Ранг | Дата              | Турнір                                | Покриття | Партнерка         | Суперниці                                | Рахунок          |
| --------- | ---- | ----------------- | ------------------------------------- | -------- | ----------------- | ---------------------------------------- | ---------------- |
| Перемога  | 1.   | 10 жовтня 2005    | Сан-Мігель-де-Тукуман, Аргентина      | Ґрунт    | Bibiane Weijers   | Лусія Хара Лосано Denise Kirbijikian     | 6–1, 7–5         |
| Перемога  | 2.   | 12 лютого 2006    | Мерида (Юкатан), Мексика              | Тверде   | Бетіна Хосамі     | Еріка Кларке Даніела Муньос Галлегос     | 6–1, 6–2         |
| Поразка   | 1.   | 9 травня 2006     | Лос-Мочіс, Мексика                    | Ґрунт    | Марія Ірігоєн     | Маріана Дуке-Маріньо Вікі Нуньєс Фуентес | 5–7, 3–6         |
| Перемога  | 3.   | 20 травня 2006    | Сьюдад Обрегон, Мексика               | Ґрунт    | Марія Ірігоєн     | Еріка Кларке Кортні Негл                 | 6–2, 6–1         |
| Перемога  | 4.   | 28 травня 2006    | Монтеррей, Мексика                    | Тверде   | Бетіна Хосамі     | Валері Тетро Лорена Вільялобос Крус      | 4–6, 6–1, 6–2    |
| Перемога  | 5.   | 2 жовтня 2006     | Тукуман, Аргентина                    | Ґрунт    | Маріана Мусі      | Флавія Міґнола Лусіана Сарменті          | 6–4, 6–3         |
| Перемога  | 6.   | 9 жовтня 2006     | Кордова (місто, Аргентина), Аргентина | Ґрунт    | Вероніка Сп'єхель | Татьяна Буа Роксане Вайзенберг           | 7–5, 6–4         |
| Перемога  | 7.   | 13 листопада 2006 | Флоріанополіс, Бразилія               | Ґрунт    | Вероніка Сп'єхель | Карен Кастібланко Jesica Orselli         | 6–4, 7–5         |
| Перемога  | 8.   | 11 травня 2007    | Кордова, Аргентина                    | Ґрунт    | Соледад Есперон   | Флоренсія Молінеро Лусіана Сарменті      | 6–1, 6–2         |
| Поразка   | 2.   | 21 травня 2007    | Кордова, Аргентина                    | Ґрунт    | Соледад Есперон   | Андреа Бенітес Марія Ірігоєн             | 4–6, 6–2, 4–6    |
| Поразка   | 3.   | 23 липня 2007     | Калгарі, Канада                       | Тверде   | Соледад Есперон   | Анна Фіцпатрік Ана Веселинович           | 4–6, 3–6         |
| Поразка   | 4.   | 4 серпня 2007     | Ванкувер, Канада                      | Тверде   | Соледад Есперон   | Стефані Дюбуа Марі-Ев Пеллетьє           | 4–6, 4–6         |
| Поразка   | 5.   | 5 листопада 2007  | Кордова, Аргентина                    | Ґрунт    | Вероніка Сп'єхель | Андреа Бенітес Соледад Есперон           | 3–6, 3–6         |
| Поразка   | 6.   | 12 листопада 2007 | Буенос-Айрес, Аргентина               | Ґрунт    | Вероніка Сп'єхель | Андреа Бенітес Соледад Есперон           | 5–7, 6–7(3–7)    |
| Поразка   | 7.   | 19 листопада 2007 | Буенос-Айрес, Аргентина               | Ґрунт    | Вероніка Сп'єхель | Андреа Бенітес Соледад Есперон           | 2–6, 6–0, [3–10] |
| Перемога  | 9.   | 26 квітня 2008    | Толука-де-Лердо, Мексика              | Тверде   | Фредеріка Пієдаде | Лєна Литвак Ребекка Маріно               | 6–4, 6–2         |
| Поразка   | 8.   | 28 квітня 2008    | Коацакоалькос, Мексика                | Тверде   | Марія Ірігоєн     | Анна Фіцпатрік Анна Говкінс              | 2–6, 2–6         |
| Поразка   | 9.   | 22 червня 2009    | Гечо, Іспанія                         | Ґрунт    | Фредеріка Пієдаде | Марія Кондратьєва Анастасія Полторацька  | 3–6, 1–6         |
| Перемога  | 10.  | 28 вересня 2009   | Лас-Вегас, США                        | Тверде   | Аніко Капрош      | Кімберлі Кутс Ліндсей Лі-Вотерс          | 6–2, 7–5         |
| Поразка   | 10.  | 13 червня 2011    | Санта-Фе (Аргентина), Аргентина       | Ґрунт    | Бетіна Хосамі     | Флоренсія ді Біасі Ванеса Фурланетто     | 6–3, 4–6, 4–6    |